# Кринкі-Яркі
Кринкі-Яркі (пол. Krynki-Jarki) — село в Польщі, у гміні Городиськ Сім'ятицького повіту Підляського воєводства.
Населення — 79 осіб (2011).
У 1975-1998 роках село належало до Білостоцького воєводства.

## Демографія
Демографічна структура станом на 31 березня 2011 року:
|          | Загалом | Допрацездатний вік | Працездатний вік | Постпрацездатний вік |
| -------- | ------- | ------------------ | ---------------- | -------------------- |
| Чоловіки | 38      | 8                  | 21               | 9                    |
| Жінки    | 41      | 10                 | 24               | 7                    |
| Разом    | 79      | 18                 | 45               | 16                   |